# Ahu Tongariki
Ahu Tongariki est le plus grand « ahu » — des plates-formes cérémonielles de pierre volcanique de l'île de Pâques.

## Description

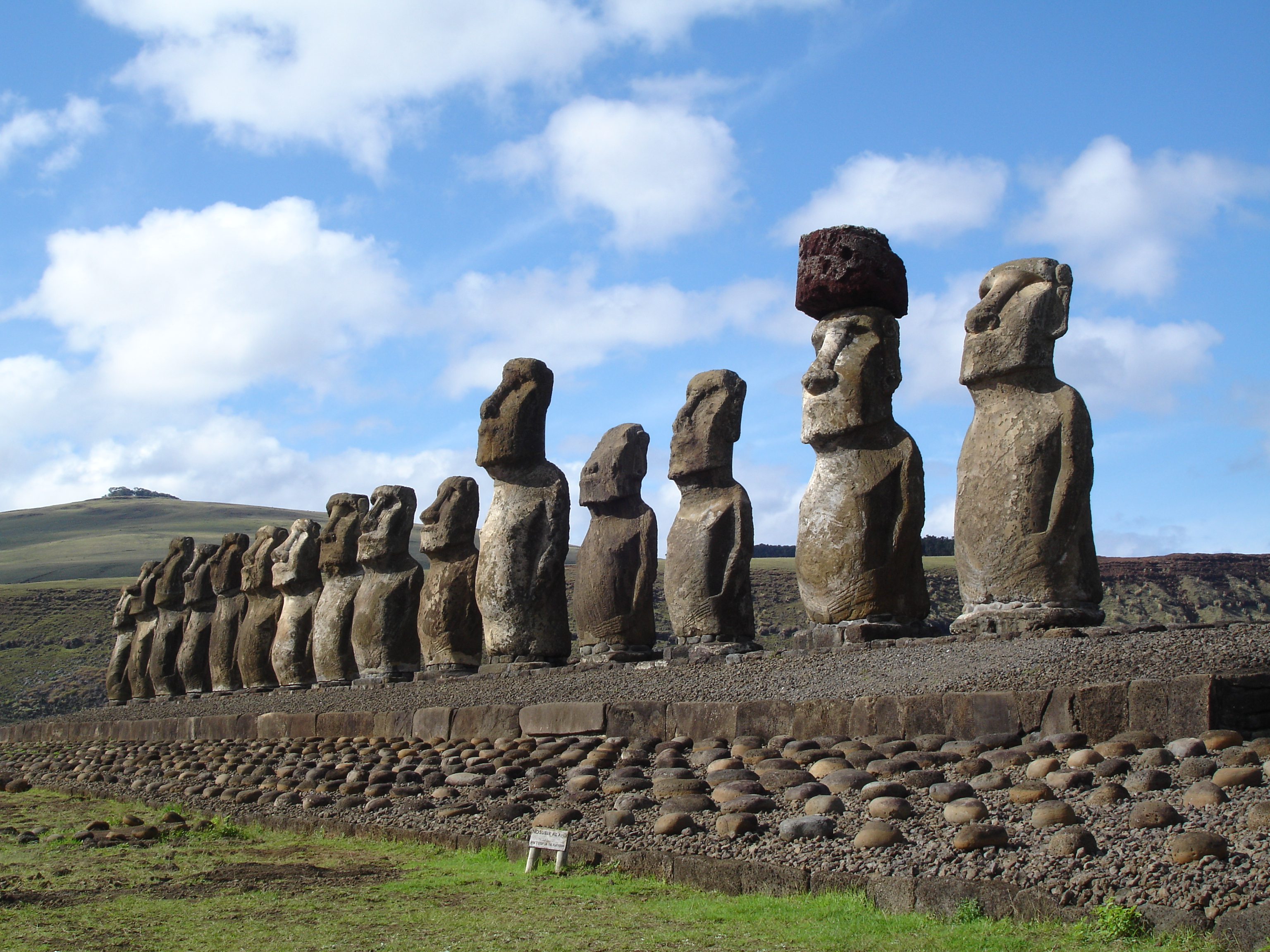
Ahu Tongariki.

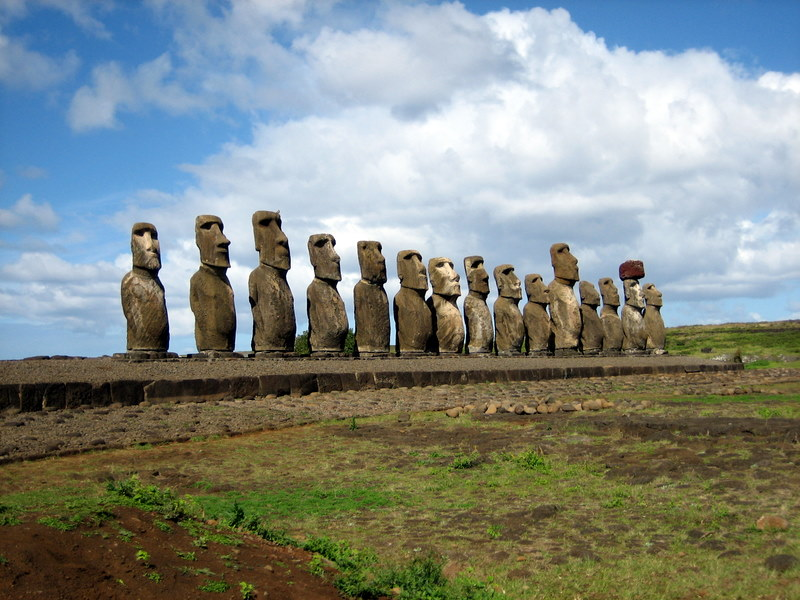
Ahu Tongariki.

Quinze moaï se trouvent dessus, dont le plus lourd existant (86 tonnes). Cela en fait un point d'intérêt majeur de l'île.

## Situation et accès
L'Ahu est situé au bord de la baie d'Hotuiti, dans la partie orientale de l'île, à l'ouest de la péninsule du Poike. Il est accessible par des routes carrossable depuis Hanga-Roa. Il est également situé à proximité du volcan Rano Raraku dont les flancs abritent la carrière de Moaïs.

## Conservation
Dévasté par le tsunami du 22 mai 1960, l'Ahu Tongariki a été en grande partie restauré dans la décennie 1990 sous la direction des archéologues Claudio Cristiano Bob et Patricia Vargas Gay de l'Université du Chili, avec des fonds de l'entreprise-mécène Tadano. 